# オルガノン
『オルガノン』（古希: Ὄργανον、古代ギリシア語ラテン翻字: Órganon、羅: Organum）は、古代ギリシアの哲学者アリストテレスにより執筆された論理学に関する著作群の総称。

## 概要

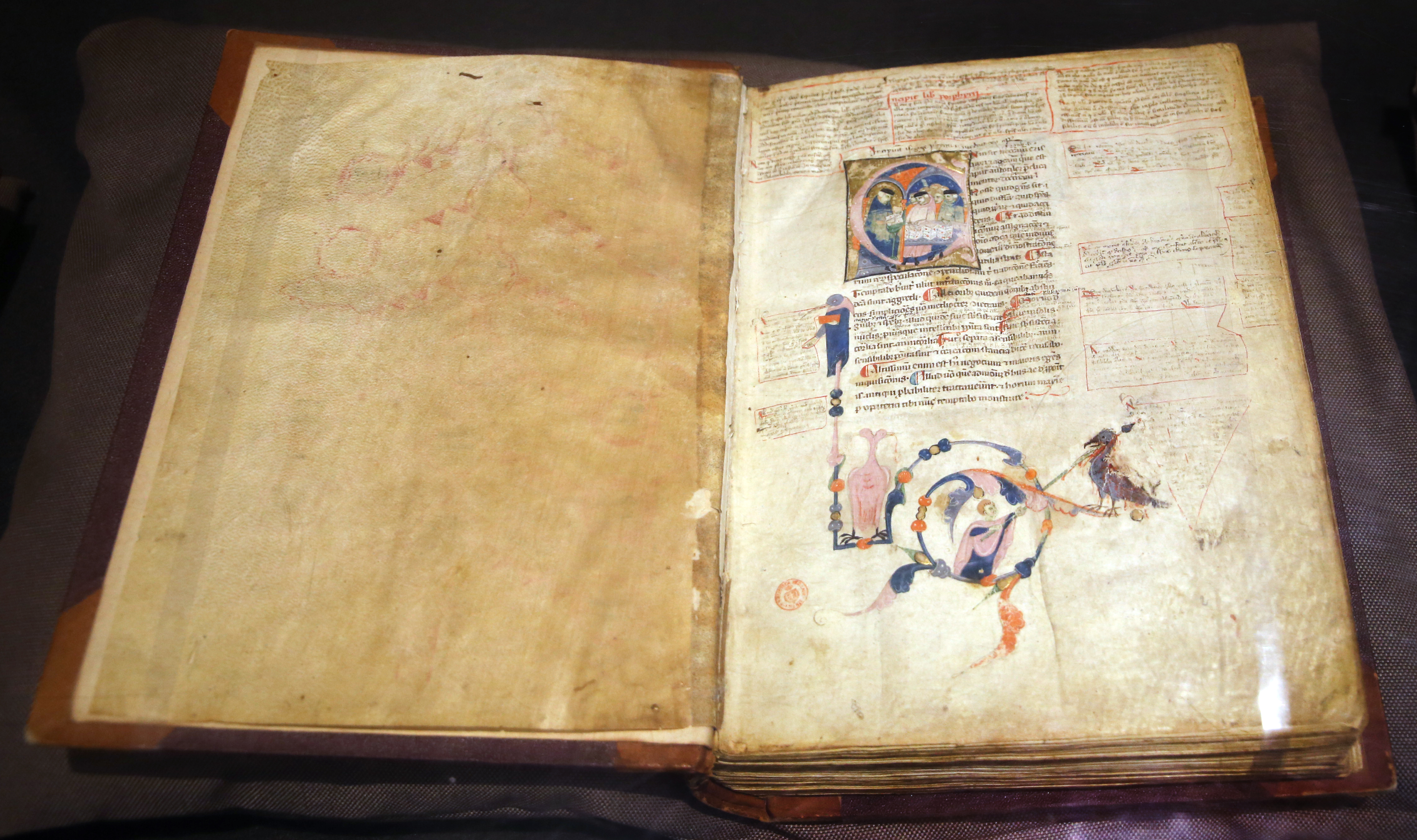
オルガノン

『オルガノン』は、『ニコマコス倫理学』や『形而上学』等の著作と同様、アリストテレス自身によってこのようにまとめられたものではなく、彼の死後、その著作の継承者達によって編纂され、このように命名された。
「Ὄργανον（古代ギリシア語ラテン翻字: Órganon、オルガノン）」とは、古代ギリシア語で「道具」の意味であり、文字通り、「（概念の整理整頓を通して）真理の探求を可能・容易にするための道具」としての「論理学」にまつわる著作群であることを表現している。
この著作は古代ローマへと継承され、その滅亡期に至るまで、重要な教養の1つとして重宝された。ローマ帝国末期である4世紀のキリスト教の代表的なラテン教父であるアウグスティヌスも、『範疇論』を学んだことを自伝的著書『告白』の中で述べている。
イスラム圏を経由して中世ヨーロッパにアリストテレスの思想が再輸入され、13世紀のアリストテレス・ルネサンス（スコラ学）によってヨーロッパで評価されてから現代に至るまで、論理学についての古典的・標準的な著作として参照されつづけ、圧倒的な影響を後世に与えている。「論理学」という概念とその基礎は、この書によって確立されたといっても過言ではない。
イマヌエル・カントは、『純粋理性批判』の第2版序文の冒頭で、「論理学はアリストテレス以来、いささかの後退もなく確実な道を歩んできたし、さらに言えば、既に自己完了している観がある」と、その偉大な功績と完成度を讃えている。

## アリストテレス以前
アリストテレスの論理（学）についての考えは、彼一代によって一挙に築かれたものではなく、エレア派のゼノン、ソクラテス、プラトン等によって脈々と継承・洗練されてきた弁証術（古希: διαλεκτική、弁証法、ディアレクティケー）が下敷きとなっている。
弁証術（古希: διαλεκτική、ディアレクティケー）の元々の意味は「対話」「質疑応答」「問答」のことだが、少なくともアリストテレスの師であるプラトンの段階では、それが定義・綜合（総合）・分析（分割）を備えた、推論技術のことを指すようになっていた。
（しかし、アリストテレスは、この「弁証」（古希: διαλεκτική）を、「蓋然」的な通念（エンドクサ）を前提にしたものとして下位に位置づけ、「真かつ第一」の前提から始まる恒真的（英: apodictic）な「論証」（英: demonstration）とは区別している。）

## 構成
1. 『範疇論』（『カテゴリー論』）（古希: Κατηγορίαι、羅: Categoriae、英: Categories）
2. 『命題論』（古希: Περὶ Ἑρμηνείας、羅: De Interpretatione、英: On Interpretation）
3. 『分析論前書』（古希: Αναλυτικων πρότερων、羅: Analytica Priora、英: Prior Analytics）
4. 『分析論後書』（古希: Αναλυτικων υστερων、羅: Analytica Posteriora、英: Posterior Analytics）
5. 『トピカ』（古希: Τοπικά、羅: Topica、英: Topics）
6. 『詭弁論駁論』（『ソフィスト的論駁について』）（古希: Περὶ σοφιστικῶν ἐλέγχων、羅: De Sophisticis Elenchis、英: On Sophistical Refutations）

## 内容
本書では範疇、命題、論法、詭弁などの論理の諸問題が考察されており、構成としては『範疇論』『命題論』『分析論前書』『分析論後書』『トピカ』『詭弁論駁論』の6巻から成り立っている。
範疇についてはアリストテレスは10個の範疇（カテゴリー）を挙げている。それは実有、量、質、関係、場所、時間、位置、状態、作動、受動の範疇であり、この範疇は『形而上学』でも前提として使用されている。
このような範疇に基づけば、命題とはある存在するものについて分離または結合されていることを論理的に規定するものである。そして命題を構成する主語と述語の区別、判断の種別、対象や変形について考察されている。
この命題を結合する方式として三段論法がある。三段論法では若干の命題によって規定された事柄により、異なる事柄が必然的に帰結する論理が作用する。
そしてアリストテレスは学問的な推論がどのような形式を備えているべきかについて、学問の出発点はそれぞれの領域における公理と前提、定義にあると考える。そして推論は根源的で必然的な前提から出発するもの、蓋然的な前提から出発するもの、蓋然的に見せかける前提から出発する三つの形式があると指摘する。
最後の形式をアリストテレスは論理的な誤りをもたらすものとして検討しており、その原因について言語の内部に属する6種類の原因と言語の外部に属する7種類の原因が明らかにされている。

## 日本語訳
- アリストテレス『カテゴリー論 命題論 分析論前書 分析論後書』山本光雄・井上忠・加藤信朗訳、岩波書店〈アリストテレス全集 第1巻〉、1993年10月。ISBN 4-00-091281-X。
- アリストテレス『トピカ 詭弁論駁論』村治能就・宮内璋訳、岩波書店〈アリストテレス全集 第2巻〉、1993年11月。ISBN 4-00-091282-8。
- アリストテレス『トピカ』池田康男訳、京都大学学術出版会〈西洋古典叢書〉、2007年7月。ISBN 978-4-87698-168-7。
- アリストテレス『範疇論・命題論』安藤孝行訳、増進堂、1949年。